# 吳青山
吳青山（1956年3月12日—）台灣政治人物，新竹市議員，2005年以新竹市國民黨提名參選新竹市議員，並以4200多票成為新竹市第七屆市議員，並連任第八、九、十屆新竹市議員。

## 外部連結
- 新竹市議會（页面存档备份，存于）
- 新竹市北區市議員吳青山的Facebook專頁
- YouTube上的吳青山頻道